# 多米提雅·隆吉娜
多米提雅·隆吉娜（Domitia Longina，50年代—約128年）是羅馬帝國皇后，皇帝圖密善的妻子。她的父親是將軍格奈烏斯·多米提烏斯·科爾布羅，皇后米洛妮亞·凱梭妮亞的兄弟。她的母親卡希婭·隆吉娜則是奧古斯都的後代。

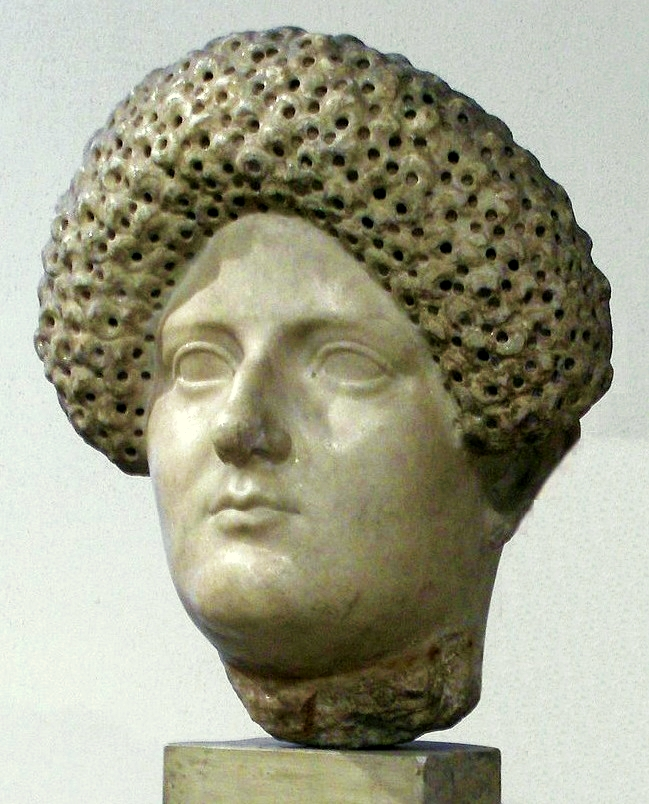
多米提雅·隆吉娜

多米提雅·隆吉娜的第一任丈夫是元老院成員盧基烏斯·埃利烏斯·拉米亞·普勞提烏斯·埃利亞努斯。西元70年左右，圖密善迫使兩人離婚，並與隆吉娜結婚。圖密善在位期間一度與姪女茱莉亞·弗拉薇亞（提圖斯之女）外遇而短暫流放隆吉娜，另一說是因隆吉娜無法誕下皇儲導致。圖密善遇刺後，隆吉娜繼續活了三十年左右。